# Старосёлы (Каменский сельсовет)
Старосёлы (бел. Старасёлы) — деревня в составе Каменского сельсовета Чаусского района Могилёвской области Белоруссии.

## Население
- 2010 год — 20 человек